# Jack Hourigan
Jack Hourigan (ne Jacqueline Hourigan le 14 août 1968 à Burlington, Ontario (Canada) est une écrivaine et actrice canadienne.

## Filmographie
- 2003 : American Splendor
- 2003 : Line of Masculinity
- 2006 : Christmas at Maxwell's : Suzie Austin
- 2010 : Les Aventuriers de Smithson High (TV) : Rosmary Griffin
- 2010 : Trompe-l'œil (The Front) de Tom McLoughlin (TV) : Reporter